# 太白線
太白線（テベクせん）は、大韓民国忠清北道堤川市にある堤川駅と江原特別自治道太白市にある栢山駅を結ぶ、韓国鉄道公社（KORAIL）の鉄道路線である。
本稿では、太白市の文曲駅と東栢山駅を結ぶ太白三角線（テベクさんかくせん）についても述べる。

## 概要
太白山脈を抜け、韓国の内陸部と東海岸を結ぶ。沿線人口は比較的少ないが、首都のソウル特別市にある清凉里駅と江原特別自治道東海市の東海駅を結ぶ一般列車が経由する。文曲駅 - 栢山駅間は旅客列車が設定されておらず、ムグンファ号は全て太白三角線を経由して嶺東線東海方面へ乗り入れる。
山岳路線のため急勾配の区間も多く、また途中の杻田駅は海抜855mで、韓国の鉄道で最高地点にある駅である。

## 歴史
寧越に建設された発電所のために造られた寧越線と、現在の太白市一帯の炭鉱開発のために1962年に建設された黄池線が元となった路線である。寧越線には炭鉱開発のためにいくつかの支線が建設されたが、寧越線と黄池支線が接近するようになったことから、東西横断路線の追加、交通途絶の予防と線路容量の増加のため、接続線を1973年に完成させ、各路線を統合して太白線と命名した。

太白線・咸白線開業年度

- 1937年 : 朝鮮鉄道が忠北線の延伸線として忠州 - 堤川 - 寧越間の着工認可を取得[1]。
- 1949年5月3日：堤川 - 咸白間着工。
- 1955年12月30日：寧越線堤川 -寧越間開通。
- 1957年3月9日：咸白線寧越 - 礼美 - 咸白間開通。寧越線を咸白線に編入。
- 1962年12月10日：黄池支線黄池 - 栢山間9.0kmが完成。
- 1966年1月10日：旌善線礼美 - 甑山間開通、咸白線堤川 - 礼美間を旌善線に編入。
- 1966年1月15日：古汗線甑山 - 古汗間開通[2]。
- 1967年1月27日：旌善線甑山 - 旌善間開通。
- 1973年10月16日：太白線古汗 - 黄池間開通、堤川 - 古汗間、黄池 - 栢山間を太白線に編入。
- 1974年6月20日：堤川 - 古汗間を電化。
- 1974年12月20日：咸白 - 鳥洞信号場間のループトンネル（咸白第一トンネル）着工。
- 1975年：太白三角線開通。
- 1975年12月5日：古汗駅 - 栢山駅間23.7km電化工事完成。
- 1976年12月30日：咸白 - 鳥洞信号場間の咸白第一トンネルが完成し、咸白線が全線開通。
- 1977年8月13日：ATS設置。
- 1984年4月10日：CTC化完了。
- 1984年12月1日：黄池駅を太白駅に改称。
- 1994年11月9日：清冷浦信号場 - 寧越間ルート変更。
- 2004年3月31日：トンイル号廃止。
- 2006年9月21日：堤川駅 - 双龍駅間複線電化工事着工。
- 2006年11月1日：当線を経由するセマウル号が運行終了。
- 2009年9月1日：甑山駅をミンドゥンサン駅へ改称。
- 2013年11月14日：堤川 - 双龍間14.2kmの複線電化工事完成、長楽駅および松鶴駅が廃止される[3]。

## 駅一覧
- ●：全列車停車、▲：一部列車停車、|：全列車通過

| 駅名             | 駅名         | 駅名           | 駅間キロ (km) | 累計キロ (km) | 駅 等級 | 駅種別     | ムグンファ号 | 旌善アリラン列車 | 接続路線                     | 所在地          | 所在地          |
| 日本語           | ハングル     | 英語           | 駅間キロ (km) | 累計キロ (km) | 駅 等級 | 駅種別     | ムグンファ号 | 旌善アリラン列車 | 接続路線                     | 所在地          | 所在地          |
| ---------------- | ------------ | -------------- | ------------- | ------------- | ------- | ---------- | ------------ | ---------------- | ---------------------------- | --------------- | --------------- |
| 堤川駅           | 제천역       | Jecheon        | 0.0           | 0.0           | 1級     | 地域管理駅 | ●            | ●                | 韓国鉄道公社：中央線・忠北線 | 忠清北道 堤川市 | 忠清北道 堤川市 |
| 立石里駅         | 입석리역     | Ipseok-ri      | 13.7          | 13.7          | 2級     | 普通駅     | \|           | \|               |                              | 忠清北道 堤川市 | 忠清北道 堤川市 |
| 双龍駅           | 쌍룡역       | Ssangnyong     | 4.6           | 18.3          | 2級     | 普通駅     | ▲            | \|               |                              | 江原特別自治道  | 寧越郡          |
| 淵堂駅           | 연당역       | Yeondang       | 7.6           | 25.9          | 3級     | 普通駅     | \|           | \|               |                              | 江原特別自治道  | 寧越郡          |
| 清冷浦信号場     | 청령포신호장 | Cheongnyeongpo | 5.7           | 31.6          | 信号場  | 信号場     | \|           | \|               |                              | 江原特別自治道  | 寧越郡          |
| 寧越駅           | 영월역       | Yeongwol       | 3.1           | 34.7          | 2級     | 普通駅     | ●            | ●                |                              | 江原特別自治道  | 寧越郡          |
| 炭釜信号場       | 탄부신호장   | Tanbu          | 2.7           | 37.4          | 信号場  | 信号場     | \|           | \|               |                              | 江原特別自治道  | 寧越郡          |
| 蓮下信号場       | 연하신호장   | Yeonha         | 4.9           | 42.3          | 信号場  | 信号場     | \|           | \|               |                              | 江原特別自治道  | 寧越郡          |
| 石項駅           | 석항역       | Seokhang       | 6.7           | 49.0          | 3級     | 普通駅     | \|           | \|               |                              | 江原特別自治道  | 寧越郡          |
| 礼美駅           | 예미역       | Yemi           | 3.1           | 52.1          | 3級     | 普通駅     | ▲            | ●                | 韓国鉄道公社：咸白線         | 江原特別自治道  | 旌善郡          |
| 鳥洞信号場       | 조동신호장   | Jodong         | 6.6           | 58.7          | 信号場  | 信号場     | \|           | \|               | 韓国鉄道公社：咸白線         | 江原特別自治道  | 旌善郡          |
| 紫味院信号場     | 자미원신호장 | Jamiwon        | 4.4           | 63.1          | 信号場  | 信号場     | \|           | \|               |                              | 江原特別自治道  | 旌善郡          |
| ミンドゥンサン駅 | 민둥산역     | Mindungsan     | 6.7           | 69.8          | 3級     | 普通駅     | ●            | ●                | 韓国鉄道公社：旌善線         | 江原特別自治道  | 旌善郡          |
| 舎北駅           | 사북역       | Sabuk          | 6.0           | 75.8          | 3級     | 普通駅     | ●            | 運行なし         |                              | 江原特別自治道  | 旌善郡          |
| 古汗駅           | 고한역       | Gohan          | 4.6           | 80.4          | 3級     | 普通駅     | ●            | 運行なし         |                              | 江原特別自治道  | 旌善郡          |
| 杻田駅           | 추전역       | Chujeon        | 9.0           | 89.4          | 3級     | 普通駅     | \|           | 運行なし         |                              | 江原特別自治道  | 太白市          |
| 太白駅           | 태백역       | Taebaek        | 6.0           | 95.4          | 2級     | 普通駅     | ●            | 運行なし         |                              | 江原特別自治道  | 太白市          |
| 文曲駅           | 문곡역       | Mungok         | 3.0           | 98.4          | 3級     | 普通駅     | \|           | 運行なし         | 韓国鉄道公社：太白三角線     | 江原特別自治道  | 太白市          |
| 栢山駅           | 백산역       | Baeksan        | 5.7           | 104.1         | 3級     | 普通駅     |              | 運行なし         | 韓国鉄道公社：嶺東線         | 江原特別自治道  | 太白市          |

### 太白三角線
- 全線江原特別自治道太白市に所在。

| 駅名     | 駅名     | 駅名        | 駅間キロ (km) | 累計キロ (km) | 駅 等級 | 駅種別 | ムグンファ号 | 接続路線             |
| 日本語   | ハングル | 英語        | 駅間キロ (km) | 累計キロ (km) | 駅 等級 | 駅種別 | ムグンファ号 | 接続路線             |
| -------- | -------- | ----------- | ------------- | ------------- | ------- | ------ | ------------ | -------------------- |
| 文曲駅   | 문곡역   | Mungok      | -             | 98.4          | 3級     | 普通駅 | \|           | 韓国鉄道公社：太白線 |
| 東栢山駅 | 동백산역 | Dongbaeksan | 5.8           | 104.2         | 3級     | 普通駅 | ▲            | 韓国鉄道公社：嶺東線 |

### 廃駅
- 長楽駅 - 堤川駅と立石里駅の間に所在。2013年11月14日廃止。
- 松鶴駅 - 堤川駅と立石里駅の間に所在。2013年11月14日廃止。